# Karl Wilhelm von Ingenheim

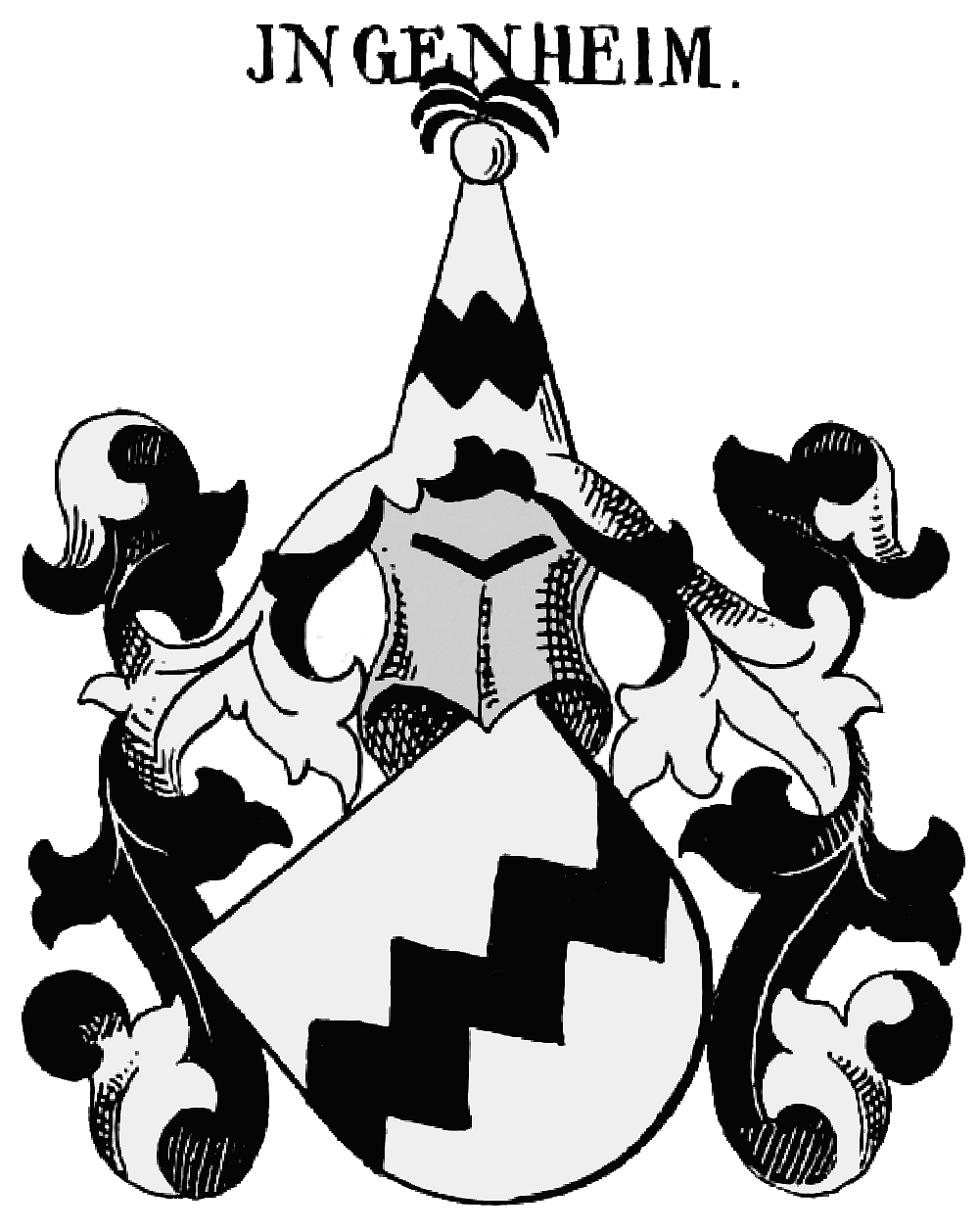
Wappen der Freiherrn von Ingenheim

Karl Wilhelm Freiherr von Ingenheim (* 17. Dezember 1706; † 20. Juli 1761) war ein kurbayerischer Offizier, Feldmarschallleutnant der Kaiserlichen Armee und Diplomat.

## Herkunft
Er war der Sohn des Daniel von Ingenheim und seiner Gattin Maria Anna Johanna von Hessen-Wanfried. Der Vater stammte aus Metz, war als adeliger Hugenotte nach Deutschland geflohen, arbeitete als Stallmeister des Landgrafen Karl von Hessen-Wanfried und hatte die Tochter seines neuen Dienstherrn, des Grafen von Hessen-Wanfried geheiratet. Er wurde zum Freiherrn erhoben und konvertierte bei der Eheschließung zur katholischen Religion seiner Gattin. Das Ehepaar lebte hauptsächlich in Erfurt.

## Leben
Über seine Mutter waren der Landgraf Christian von Hessen-Wanfried sowie die Fürsten Dominik Marquard zu Löwenstein-Wertheim-Rochefort und Franz II. Rákóczi die Onkel Karl Wilhelms von Ingenheim. Dieser ging 1717 als Page an den Münchner Hof, 1726 avancierte er zum kurfürstlichen Kammerherrn. Der Aufstieg hing vermutlich auch mit der Tatsache zusammen, dass seine Schwester Maria Caroline Charlotte von Ingenheim ab etwa 1720 die Favoritin des Kurprinzen und späteren Kurfürsten bzw. Kaisers Karl Albrecht von Bayern war und mit ihm zwei Kinder hatte, darunter den zum Grafen erhobenen Sohn Franz Ludwig von Holnstein (1723–1780) hatte, Ahnherr des gleichnamigen Adelsgeschlechtes. 1723 heiratete sie im Einvernehmen mit Karl Albrecht den kurfürstlichen Kämmerer und Oberstküchenmeister Hieronymus Graf von Spreti.
Ingenheim wurde ab 1731 Pfleger und Vizeobristjägermeister in Wildshut, 1737 Regierungsrat und Obristforstmeister im Rentamt Burghausen. 1745 wirkte er als Sondergesandter beim Kurfürsten von Köln, um dort den Tod von Kaiser Karl VII. anzuzeigen. Er war Komtur des Ordens vom Heiligen Michael und bekleidete die Ränge eines kaiserlichen Feldmarschall-Leutnants sowie eines Leutnants der bayerischen Hartschier-Garde.

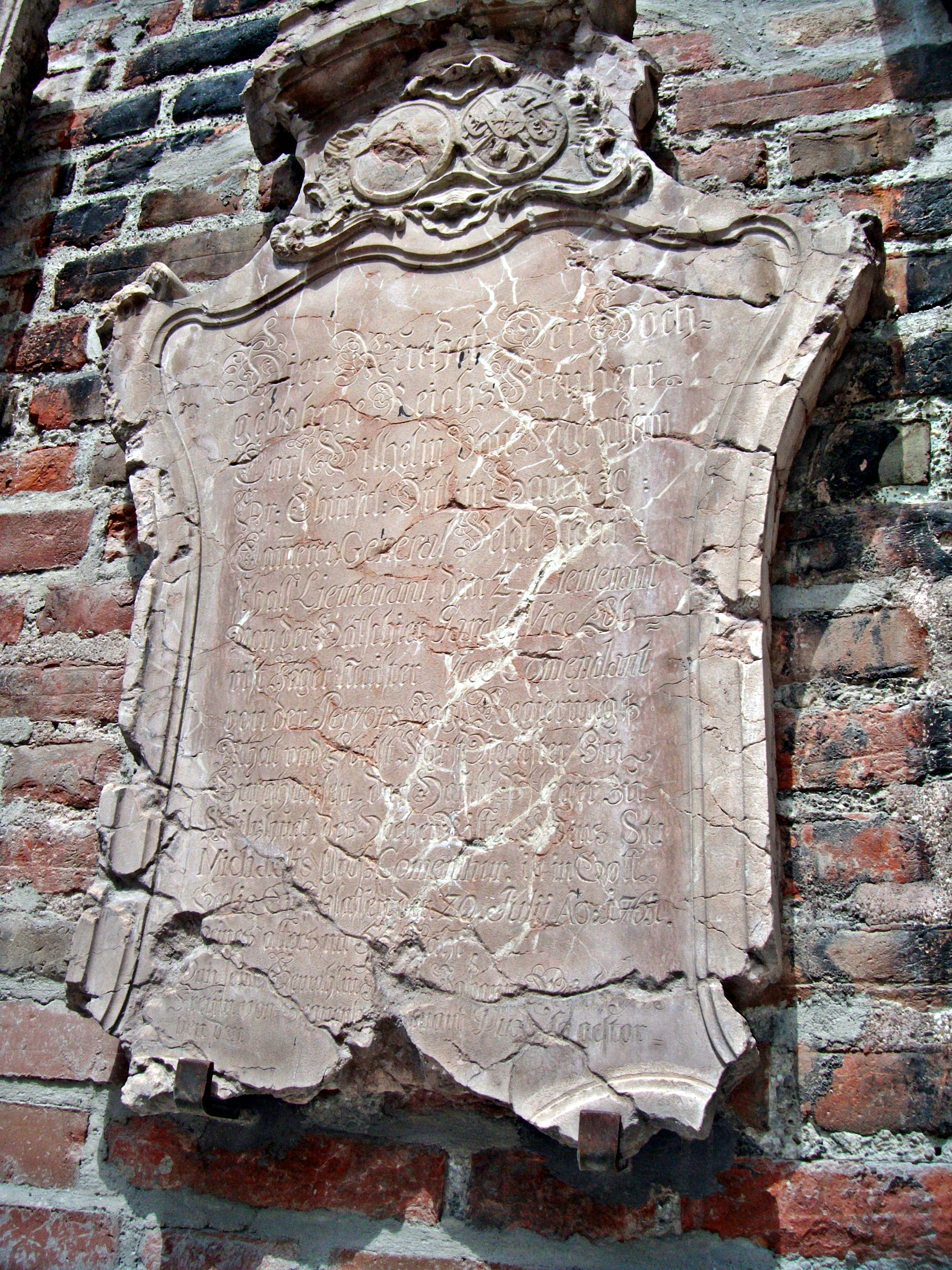
Beschädigtes Epitaph, Karl Wilhelm von Ingenheim (1706–1761), Außenwand der Frauenkirche München

Karl Wilhelm von Ingenheim heiratete 1729 die Hofdame Maria Johanna Ludovika Violanta von Hegnenberg-Dux, eine Nachfahrin des Wittelsbacher-Sprosses Georg von Hegnenberg.
Mit ihr hatte er nachfolgende Kinder:
- Theodor Joseph von Ingenheim (1733–1807), Regierungsrat im Rentamt Burghausen, 1761–1779 Forstmeister zu Burghausen, 1789–1790 Forstmeister zu Griesbach, verheiratet mit Maria Anna Gräfin von Closen
- Franz Xaver von Ingenheim († 1801) Generalmajor und Kommandeur des 4. Cheveaulegers Regiments (späteres 2. Chevaulegers-Regiment „Taxis“), verheiratet mit Maria Theresia Gräfin von Überacker[3]
- Ludwig Benno von Ingenheim (* 1737), trat 1760 in den Deutschen Orden ein
- Creszentia von Ingenheim, Ordensfrau im Ridlerkloster der Franziskaner-Terziarinnen zu München

Ingenheim starb 1761 und wurde bei der Frauenkirche München begraben. Sein beschädigtes Epitaph ist dort an der Außenwand erhalten.